# Neornithes
Neornithes, infrarazred ptica u podrazredu Ornithurae čiji su jedini živi predstavnici nadredi Palaeognathae i Neognathae. Infrarazredu pripadaju i izumrli predstavnici reda Caenagnathiformes, nadred Odontognathae, porodica Plotopteridae i rodovi Yacoraitichnus i Lonchodytes.